# 바리 (그릇)
바리는 놋쇠로 만든 여자의 밥그릇이다. 오목주발과 같지만 입이 좁고 가운데로는 배가 나왔으며, 뚜껑에 꼭지가 달려 있다.